# Yasemin Karakaşoğlu
Yasemin Karakaşoğlu (* 22. Mai 1965 in Wilhelmshaven; von 1997 bis 2001 auch Yasemin Karakaşoğlu-Aydın) ist eine deutsche Turkologin und Erziehungswissenschaftlerin. Von 2011 bis 2017 war sie Konrektorin für Internationalität und Diversität an der Universität Bremen. Ihr Spezialgebiet ist die Erforschung von Interkulturalität. Im Juni 2013 wurde sie vom SPD-Kanzlerkandidaten Peer Steinbrück zur Bundestagswahl 2013 in dessen Kompetenzteam berufen und mit den Themen Wissenschafts- und Bildungspolitik betraut.

## Leben
Yasemin Karakaşoğlu wuchs in Wilhelmshaven auf. Sie besuchte die Lessingschule Bremerhaven und das Schulzentrum Achim (Niedersachsen), wo sie 1984 das Abitur ablegte. Von 1985 bis 1991 studierte sie Turkologie mit den Nebenfächern Politikwissenschaft und Germanistik an der Universität Hamburg und der Hacettepe-Universität Ankara (1989). Nach dem Magister Artium (M. A.) war sie von 1991 bis 1995 wissenschaftliche Mitarbeiterin am Zentrum für Türkeistudien in Essen und ab 1996 wissenschaftliche Mitarbeiterin für Interkulturelle Pädagogik an der Universität Essen, wo sie 1999 in Erziehungswissenschaft zum Dr. phil. promoviert wurde. Seit 2004 ist sie Professorin für Interkulturelle Bildung an der Universität Bremen. Von 2007 bis 2011 war sie Prodekanin für Forschung des Fachbereichs 12 und Konrektorin für Interkulturalität und Internationalität der Universität Bremen. Bis 2006 war sie stellvertretende Vorsitzende der Muslimischen Akademie in Deutschland. 2011 bis 2020 war sie Mitglied im Stiftungsrat der Stiftung Universität Hildesheim, seit 2016 ist sie im Vorstand des DAAD und seit 2019 auch Vorsitzende des Rates für Migration e. V., sowie seit 2021 Vizepräsidentin der Stiftung Niedersachsen. Yasemin Karakaşoğlu ist verheiratet und hat zwei Kinder. 2021 wurde ihr zum Tag des Ehrenamtes von Bundespräsident Frank-Walter Steinmeier das Bundesverdienstkreuz am Bande für Engagement in der Einwanderungsgesellschaft verliehen.

## Wirken
1999 wurde sie aufgrund einer empirischen Arbeit über muslimische Religiosität und Erziehungsvorstellungen bei angehenden Lehrerinnen promoviert. Dabei bediente sie sich Methoden qualitativer Sozialforschung, insbesondere des Intensivinterviews. 26 Pädagogikstudentinnen türkischer Herkunft wurden von ihr interviewt und die Resultate zur Religiosität, den Erziehungsvorstellungen und deren Zusammenhang typologisch ausgewertet. Wichtigstes Ergebnis war, dass die Motive zum Tragen eines Kopftuchs höchst individuell waren und vom Bekenntnis zur eigenen ethnischen Gruppe über eine Deutung des Islam als „aufklärerische Religion“ bis hin zu einem umfassenden islamischen Erziehungsverständnis reichen konnten. Die Arbeit wurde mit dem Augsburger Wissenschaftspreis für Interkulturelle Studien 2000 ausgezeichnet. Auf der Basis dieser wissenschaftlichen Resultate war Karakaşoğlu Gutachterin beim Prozess vor dem Bundesverfassungsgericht zu Fereshta Ludin und dem Kopftuchverbot des Landes Baden-Württemberg. Sie plädierte hier aufgrund der Forschungslage und speziell ihrer eigenen Forschungsergebnisse für eine Betrachtung des Einzelfalls und gegen eine generelle Regelung.
Von 2001 bis 2004 leitete sie gemeinsam mit Ursula Boos-Nünning eine quantitativ vorgehende Studie über Mädchen mit Migrationshintergrund (wobei Mädchen griechischer, italienischer, jugoslawischer, türkischer und Aussiedlerherkunft einbezogen waren) mit dem Titel „Viele Welten leben“, bei der 955 Mädchen per Fragebogen interviewt wurden.

## Außeruniversitäre Tätigkeiten
Yasemin Karakaşoğlu war bis 2009 Mitglied des Bundesjugendkuratoriums, in das sie am 29. November 2006 durch die damalige Bundesministerin für Familie, Senioren, Frauen und Jugend Ursula von der Leyen berufen worden war. Das Kuratorium wählte sie zur stellvertretenden Vorsitzenden. Sie ist Mitglied des Kuratoriums der Freudenberg Stiftung, im Rat für Migration, im Bremer Rat für Integration, des Stiftungsrates der Universität Hildesheim und war von 2008 bis 2015 Mitglied des Sachverständigenrat deutscher Stiftungen für Integration und Migration.

## Politische Kontroverse
Eine heftige Kontroverse entfachte Karakaşoğlu, als sie gemeinsam mit Mark Terkessidis einen Offenen Brief verfasste, der mit insgesamt 60 Unterschriften in der Zeit vom 2. Februar 2006 erschien. In diesem Artikel kritisierte sie Necla Keleks Buch Die fremde Braut als eines der „reißerischen Pamphlete, in denen eigene Erlebnisse und Einzelfälle zu einem gesellschaftlichen Problem aufgepumpt werden“, und attackierte auch Seyran Ateş und Ayaan Hirsi Ali (vgl. Medienecho dazu).
Auf diesen Offenen Brief hin griff Alice Schwarzer Karakaşoğlu in einer Entgegnung in der Frankfurter Allgemeinen Zeitung sowie in Emma heftig an. Sie warf ihr vor, „sehr, sehr weit von wissenschaftlicher Neutralität entfernt und sehr, sehr eng mit der islamistischen Szene in Deutschland verbandelt“ zu sein.

## Werke
Als Autorin:
- Fünf Stimmen im lautlosen Haus. Geschichte, Zeit und Identität im türkischen Gegenwartsroman am Beispiel von „Sessiz ev“ von Orhan Pamuk. Harrassowitz, Wiesbaden 1993, ISBN 978-3-447-03379-4.
- Wer definiert die Grenzen der Toleranz? Kopftuch, Koedukation und Sexualkundeunterricht. Gastvortrag am 9. Juni 1999 (= Beiträge zur erziehungswissenschaftlichen Migrations- und Minderheitenforschung. H. 7). Johann Wolfgang Goethe-Universität, Fachbereich Erziehungswissenschaften, Frankfurt am Main 1999.
- Muslimische Religiosität und Erziehungsvorstellungen. Eine empirische Untersuchung zu Orientierungen bei türkischen Lehramts- und Pädagogik-Studentinnen in Deutschland. IKO Verlag für interkulturelle Kommunikation, Frankfurt am Main 2000, ISBN 978-3-88939-534-4.
- „Unsere Leute sind nicht so“. Alevitische und sunnitische Studentinnen in Deutschland. In: Barbara Pusch (Hrsg.): Die neue muslimische Frau. Standpunkte und Analysen. Ergon, Würzburg 2001, ISBN 3-935556-85-3.
- mit Ursula Boos-Nünning: Viele Welten leben. Zur Lebenssituation von Mädchen und jungen Frauen mit Migrationshintergrund.  Waxmann, Münster 2005, ISBN 3-8309-1496-2.
- Bildung und Erziehung (in der Türkei) und Aspekte türkischen Lebens in Deutschland. In: Udo Steinbach (Hrsg.): Länderbericht Türkei (= Schriftenreihe. Bd. 1282). Bundeszentrale für politische Bildung, Bonn 2012, ISBN 978-3-8389-0282-1, S. 286–305, 546–565.

Als Herausgeberin:
- mit Julian Lüddecke: Migrationsforschung und interkulturelle Pädagogik. Aktuelle Entwicklungen in Theorie, Empirie und Praxis. Waxmann, Münster 2004, ISBN 3-8309-1419-9.
- mit Mirja Gruhn und Anna Wojciechowicz: Interkulturelle Schulentwicklung unter der Lupe. Waxmann, Münster 2011, ISBN 978-3-8309-2567-5.